# United Natural Foods
United Natural Foods, Incorporated (UNFI) är ett amerikanskt parti- och detaljhandelsföretag som distribuerar ekologisk mat i Kanada och USA. De har varit den primära grossisten för det Amazon-ägda detaljhandelskedjan Whole Foods Market under större delar av sin existens.
Företaget grundades 1996 när Cornucopia Natural Foods och Mountain People's Warehouse fusionerades med varandra. Den 26 juli 2018 meddelade UNFI att man skulle förvärva detaljhandelsföretaget Supervalu till en kostnad på 2,9 miljarder amerikanska dollar. Amerikansk media rapporterade om att affären genomfördes i syfte att minska Whole Foods Markets inverkan på UNFI:s omsättning, innan affären så hade WFM cirka 37% av den medan efter affären hade det sjunkit till 14%.
För 2019 hade UNFI en omsättning på 21,4 miljarder amerikanska dollar och en personalstyrka på omkring 19 000 anställda. Deras huvudkontor ligger i Providence i Rhode Island.